# ベスト オブ ゴー!ゴー!
『ベスト オブ ゴー!ゴー!』は、GO!GO!7188のベスト・アルバム。

## 概要
初のベスト・アルバム（新曲「神様のヒマ潰し」を含む）。

## 収録曲
1. こいのうた (SINGLE VERSION)
2. C7
3. サンダーガール(感電ヴァージョン)
4. くのいち
5. 太陽
6. ドタン場でキャンセル
7. 月と甲羅
8. 考え事
9. 瑠璃色
10. ジェットにんぢん
11. とかげ3号
12. 大人のくすり
13. 大人のひみつ
14. ロック
15. 文具
16. 浮舟
17. 神様のヒマ潰し

全作詞：浜田亜紀子・作曲：中島優美・編曲：GO!GO!7188（3のみ作詞：浜田亜紀子、藤井一彦・作曲：中島優美、藤井一彦）